# TE10
A TE10 (oroszul: тепловоз с электрической передачей, тип 10, ukránul: тепловоз з електричною передачею, 10-та серія, magyarul: dízel-elektromos mozdony, 10-es sorozat) szovjet-ukrán dízel-elektromos mozdonycsalád, melynek különböző változatait 1958–2007 között gyártotta kezdetben a Harkivi Közlekedési Gépgyár, később a Luhanszki Dízelmozdonygyár. A változatok többsége teherforgalomra épített kétszekciós kivitelű jármű volt. A sorozatgyártás alatt összesen 19 183 mozdonyszekció készült, ebből 339 db Harkivban, 18 784 db Luhanszkban készült.

## Története
A mozdonyt 1957–1958-ban fejlesztette ki a harkivi Elektrotyazsmas (ma: Elektrovazsmas) és a Harkivi Közlekedési Gépgyár (ma: Malisev Gépgyár) Alekszandr Kirnarszkij főkonstruktőr irányításával, eredetileg egyszekciós járműként. Kifejlesztésekor a 3000 LE-s jármű a legnagyobb teljesítményű egyszekciós dízelmozdony volt. A nagy teljesítményt a 9D100 12 hengeres ellendugattyús (12 hengerben mozgó 24 dugattyú) dízelmotor tette lehetővé, amely a következő évtizedekre alapvetően meghatározta a szovjet dízelmozdonygyártást.
Az első, TE10-001 pályaszámú mozdony 1958 novemberében készült el. A Harkivi Közlekedési Gépgyárban 1958–1961 között 26 db TE10-es mozdonyt készítette. A sorozat első mozdonyait először a Szovjet Vasutak Kujbisevi Vasúti Igazgatóságán, majd az Észak-kaukázusi Vasúti Igazgatóságon állították üzembe. 1976-ban egy kivételével az összes mozdony átkerült a Déli Vasúti Igazgatósághoz tolatómozdony feladatkörbe. A sorozat járműveinek a selejtezése az 1980-as években kezdődött el, az utolsó három darabot az 1990-es években selejtezték.

## Típusváltozatok

### TEP10
1960 – 1968 között a Harkivi Közlekedési Gépgyár 335 darabot gyártott le a sorozatból. (eredetileg TE11) Kezdetben az Októberi Vasút üzemeltette őket, de később a modernebb TEP60-as sorozatra váltottak. A mozdonyok selejtezése 1980-tól az 1990-es évek elejéig tartott.

### 2TE10L

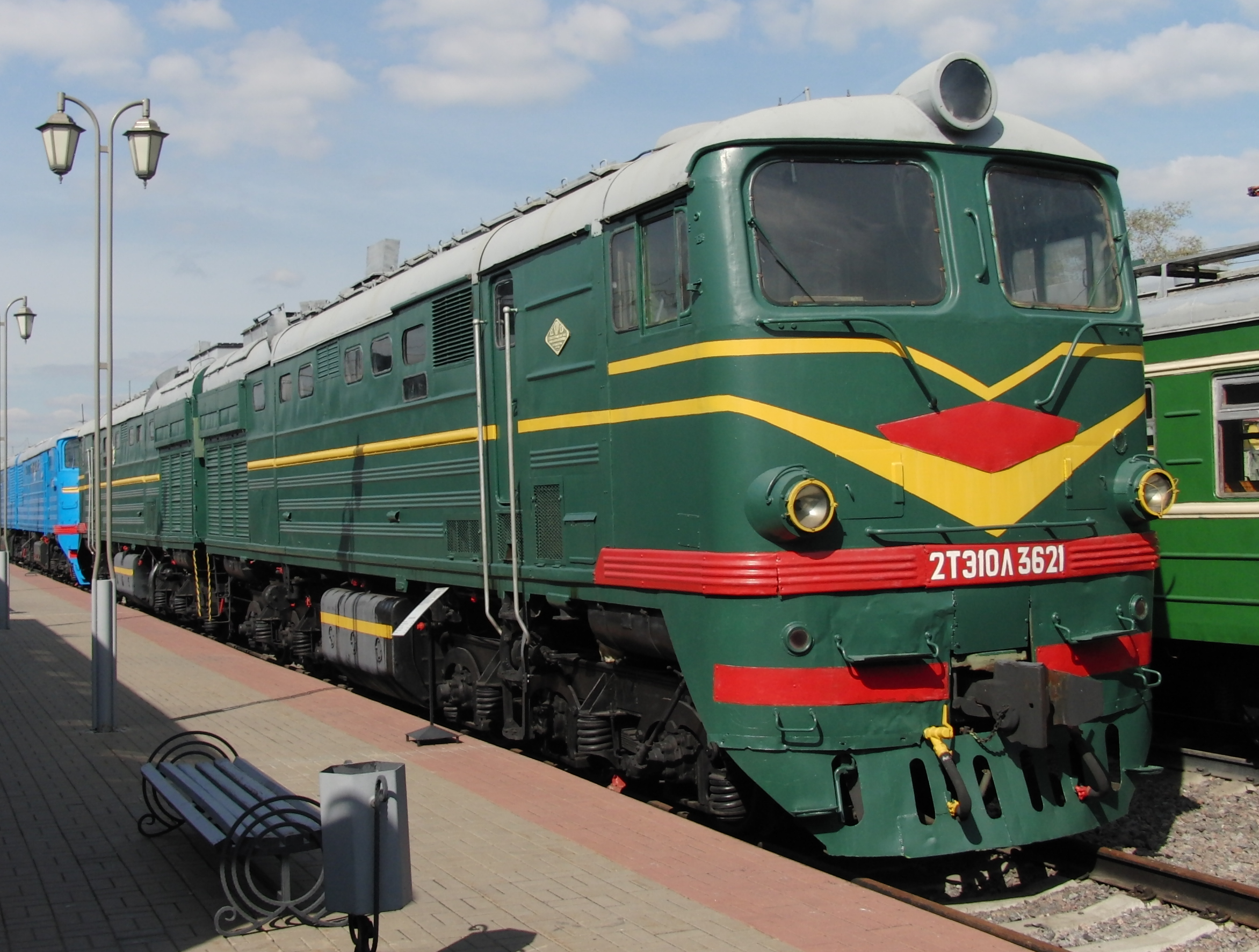
2TE10L 3621 egy vasúti múzeumban kiállítva

1961 októberében kezdte meg a mozdonyok gyártását a Luhanszkteplovoz. A mozdony önsúlya 255,6 tonna volt, üzemanyagkészlete 2x6300 kg, homokból 1000 kg-ot tudott tárolni. A mozdony tervezési sebessége 100 km/h. A sorozat gyártása közben kisebb-nagyobb változtatásokat hajtottak végre. A beépített vontatómotorok típusa TED ED104A, ED107, és végül ED118A volt. A típust 1977-ig gyártották, és több mint 10 ország vasútján üzemelnek, sikerrel kiváltva az alacsonyabb teljesítményű TE3 sorozatot.

### TEP10L
Egyszekciós, egy vezetőfülkéje volt, a 2TE10L sorozat személyvonatokra kifejlesztett változata. 1964 és 1968 között 218 darabot gyártottak belőlük. Úgynevezett személyvonati fékkel voltak felszerelve, de mivel nem volt hátsó vezetőállásuk, ezért egy személyvonatot vagy 2 szekcióval kellett továbbítani, vagy a mozdonyt kellett megfordítani. 1976. január elsejétől a mozdonyok Moszkvában, Odesszában, és Chișinauban szolgáltak.

### 2TE10V

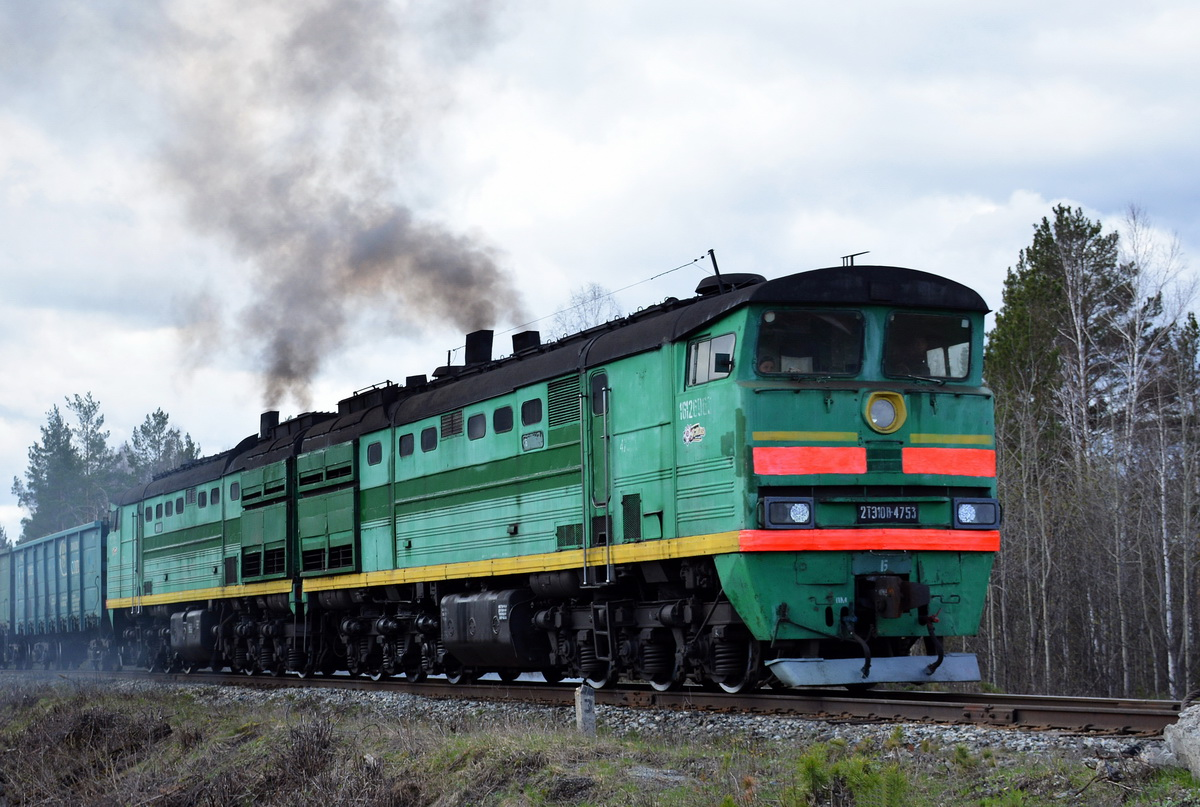
2TE10V 4753 egy tehervonattal

1975-ben Luhanszkban a 2TE10L sorozattal párhuzamosan egy új típust kezdtek gyártani. A mozdonyok vezérlése megegyezett a 2TE116 sorozattal, tervezési sebessége szintén 100 km/h volt. 1975-től 1981-ig 1898 darabot gyártottak belőlük. Egy háromszekciós mozdony is épült, 1978-ban.

### 2TE10M, 3TE10M, 4TE10S és 2TE10MK

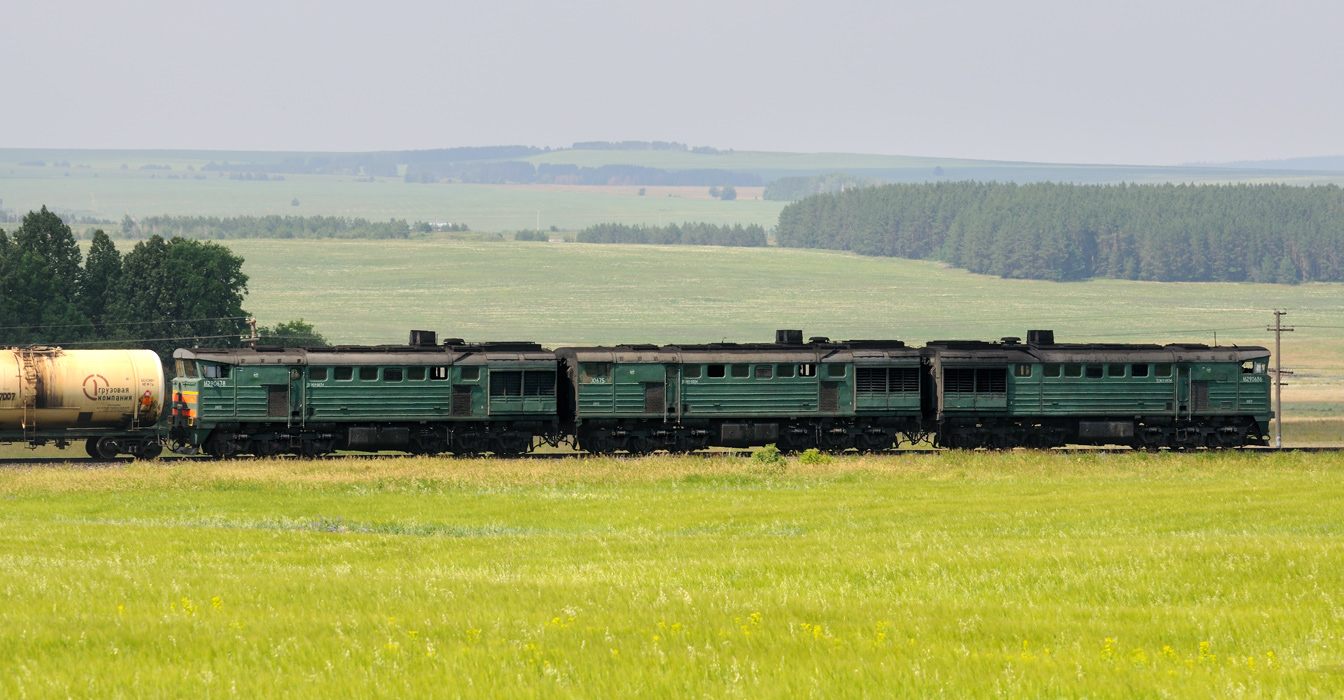
3TE10U 0034 tehervonatával

1981-től a 2TE10V korszerűsített sorozatát kezdték el gyártani, kettő-, illetve háromszekciós kivitelben. A 2TE10M sorozatot eleve úgy tervezték, hogy egy mozdonyról több mozdonyt lehessen vezérelni. Változott a vezetőasztal kialakítása is. A 3TE10M sorozat középső szekciójába is került vezetőasztal, de csak tolatási célokra, ugyanis átmenő féket, sebességmérőt és vonatbefolyásoló berendezést sem építettek be. A 2TE10MK sorozatot  1981-ben kezdték gyártani, azzal a különbséggel, hogy az eredeti, 10D100-as motor helyett már korszerűbb, 5D49-es motort építettek be. Ezt követően 2000-ben a korszerűsítésen átesett mozdonyok motorjait is 5D49-es típusúra cserélték le. A 2TE10M sorozatú mozdonyokat később háromszekciósra építették át, ezzel a sorozatjelük 2TE10M-ről 3TE10MO-ra változott. 1983-ban a nagy terhelésű tehervonatokra fejlesztették ki a 4TE10S sorozatot, amelyek a Bajkál – Amúr Vasúton teljesítenek szolgálatot, napjainkra már háromszekciósra átépítve. A számozásuk: 4TE10S 0001 – 0025.

### 2TE10G
1988-ban készült, a 2TE10M gázüzemre is képes változata. Teljesítményük megegyezett, gázolajjal, és cseppfolyósított földgázzal egyaránt üzemelhettek.

### 2TE10U, 2TE10UT, 3TE10U és 2TE10UP

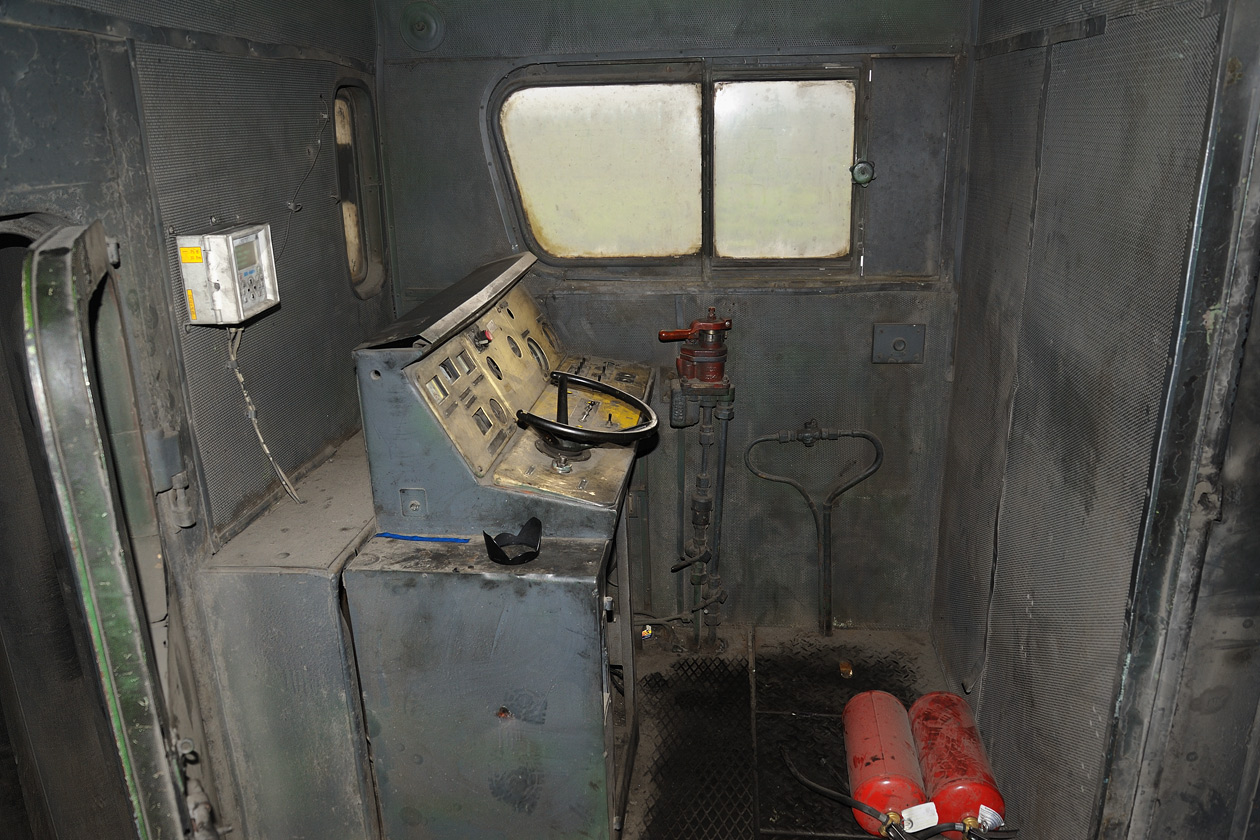
A háromszekciós mozdonyok középső vezetőállása

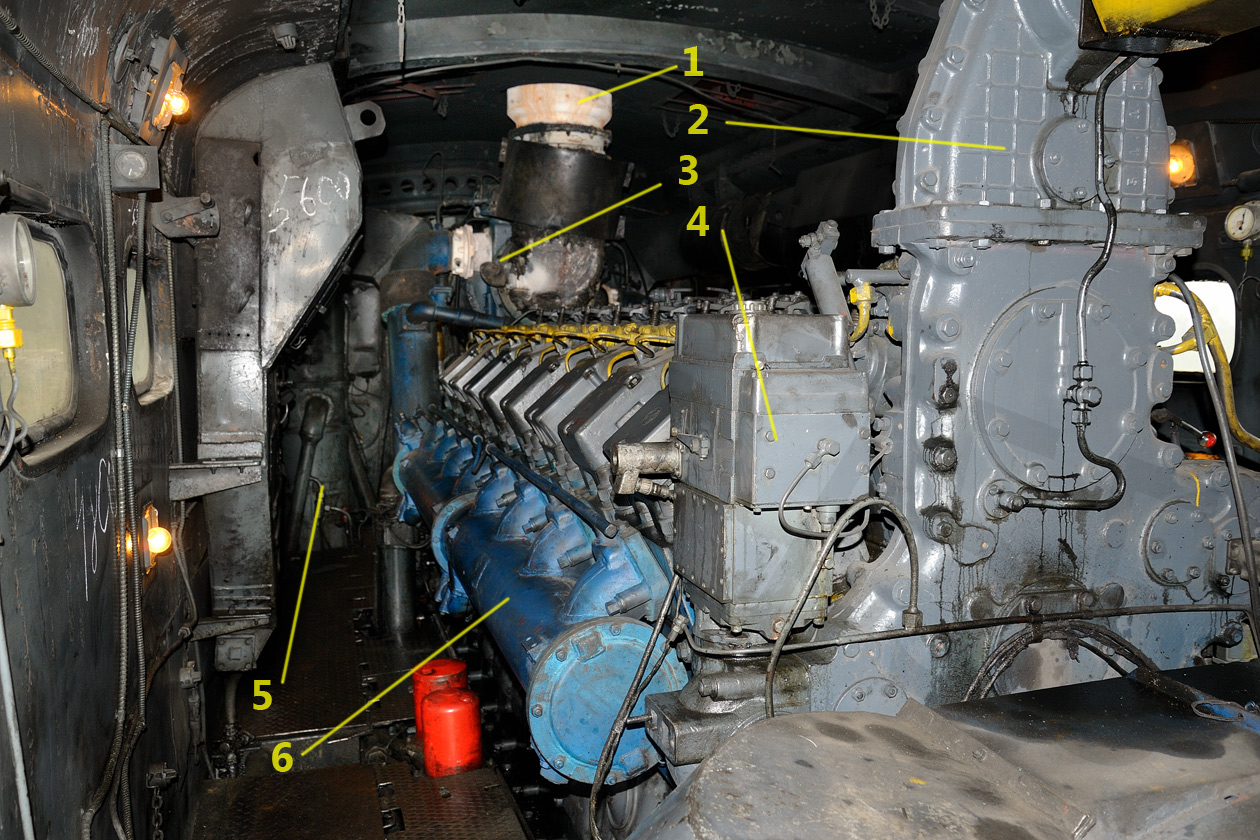
A 2TE10MK, 3TE10MK sorozatú mozdonyok géptere, benne a 2A 5D49-es dízelmotorral

A 2TE10 típus utolsó sorozata. Ezekbe a mozdonyokba a 10D100 továbbfejlesztett változatát építették be (10D100M2). A személyvonati 2TE10UT tervezési sebessége 120 km/h lett, valamint elektropneumatikus fékkel lett felszerelve, amellyel a személyvonat fékezését könnyebben lehetett kezelni. A vontatómotorok fogaskerék áttétele miatt a 2TE10U mozdonyok 4800 tonnát is el tudtak vontatni, de a 2TE10UT sorozatú mozdonyok mindössze 2800 tonnát. Az ipari célra kifejlesztett 2TE10UP-ből csak 1-2 darabot építettek. Ezen mozdonyok közül is volt, amelyben az eredeti motort 5D49-es, vagy 2A 5D49-es típusúra cserélték le, így a mozdonyok sorozatjelét 2TE10UTK-ra, és 3TE10UKO-ra változtatták.
| Sorozat      | Gyártás alatt | Darabszám |
| ------------ | ------------- | --------- |
| 2TE10 (TE12) | 1960–1963     | 19        |
| 2TE10L       | 1961–1977     | 3192      |
| 2TE10V       | 1975–1981     | 1898      |
| 2TE10M       | 1978–2007     | 3688      |
| 2TE10MK      | 1981          | 20        |
| 2TE10G       | 1988          | 2         |
| 2TE10S       | 1988          | 3         |
| 2TE10U       | 1989–2007     | 565       |
| 2TE10UT      | 1989–1997     | 100       |
| 2TE10UP      | 1991          | 1-2       |
| 3TE10M       | 1978–1987     | 639       |

## Műszaki jellemzői
A TE10, TE12 sorozatok kivételével az összes mozdonyba 10D100 típusú, kétütemű, ellendugattyús, félig mechanikus feltöltésű motort építettek be, amely képes volt a 3000 LE / 2208 kW teljesítmény leadására is. A nagyobb belső felújításon átesett mozdonyokba esetenként 16 hengeres, V elrendezésű, 5D49 típusú motort építettek be, ezzel együtt csökkent a motor kenőolaj és gázolaj fogyasztása, valamint nőtt a mozdony teljesítménye.

## Alkalmazása

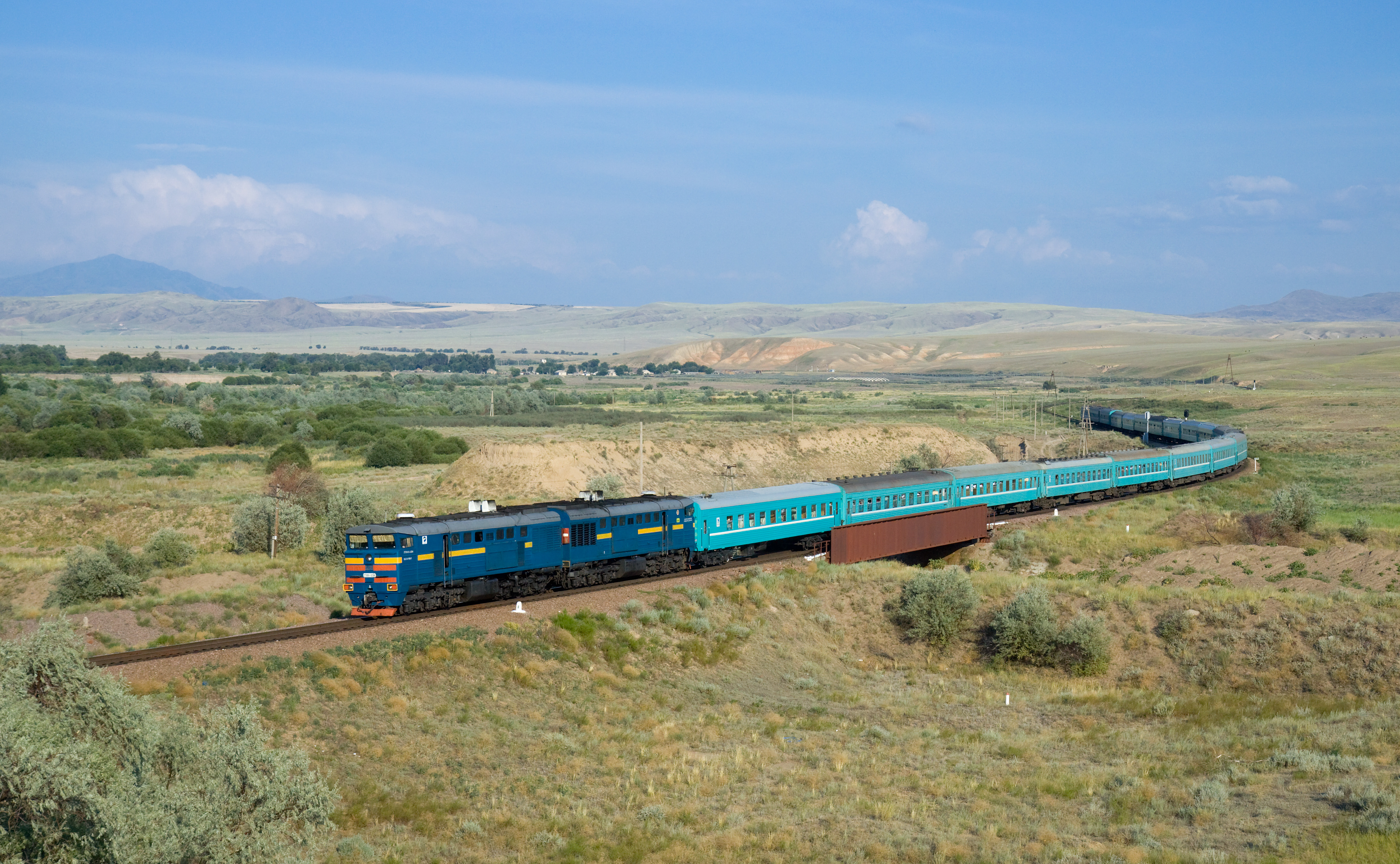
2TE10U személyvonatával Kazahsztánban, Ajnabulak város környékén

A mozdonyokat Moldovában, Ukrajnában, Fehéroroszországban, Lettországban, Litvániában, Oroszországban, Kazahsztánban, Abháziában, Mongóliában és bányavasutakon használják. A mozdonyokat eredetileg tehervonatok továbbítására tervezték, de személyvonatok és pályakarbantartó menetek élén is gyakran megfordulnak.